# Jan Neruda
Jan Nepomuk Neruda (ur. 9 lipca 1834, zm. 22 sierpnia 1891) – czeski poeta, pisarz i dziennikarz.
Jego debiut literacki przypada na początek lat 60. XIX wieku. Debiutował w almanachu „Máj” wydawanym przez grupę poetycką Majowców od 1858. Autor m.in. Opowiadań ze Starej Pragi (Malostránské povídky).
Urodził się na praskiej Małej Stranie, gdzie mieszkał przez całe życie. W latach 1845–1850 uczył się w Gimnazjum małostrańskim, zaś przez kolejne pięć lat uczęszczał do Liceum Akademickiego. Na życzenie swego ojca, po zdaniu matury Neruda próbował dostać się na Uniwersytet Karola, by rozpocząć studia na wydziale prawa. Nie powiodło mu się jednak, wobec czego z własnej inicjatywy próbował (również bezskutecznie) podjąć naukę na wydziale filozofii.
Wkrótce zaczął pisywać do praskiej prasy. Jego artykuły ukazywały się w takich tytułach jak „Národní listy”, „Obrazy domova”, „Čas”, „Květy”. Wraz z V. Hálkiem założył czasopismo „Lumír”. Jako pierwszy czeski dziennikarz pisał felietony.
W 1871 roku powrócił do Czech z podróży po innych krajach Austro-Węgier oraz do Niemiec, Francji, Włoch, Grecji i Egiptu. Jego dzienniki z tych wojaży były pełne gorzkich, ale trafnych uwag wobec ówczesnego społeczeństwa czeskiego, które wywołały wobec niego niechęć w pewnych kręgach inteligencji czeskiej.
Literacka i dziennikarska aktywność Nerudy zapowiadała czeskie odrodzenie kulturalne, jakie nastąpiło w ostatnim dwudziestoleciu XIX w.; nadal uchodzi on za jednego z jego prekursorów.
Przez większość życia walczył z ciągłymi trudnościami finansowymi; miał także problemy związane z nadużywaniem alkoholu.
Zmarł w Pradze i został pochowany na Cmentarzu Wyszehradzkim.
Zainspirowany twórczością Czecha, jego nazwisko przyjął za swój pseudonim chilijski poeta Pablo Neruda (laureat Nagrody Nobla); później zalegalizowano ten pseudonim jako nazwisko własne.